# 马尔代夫群岛苏丹国
马尔代夫群岛苏丹国（英語：Sultanate of the Maldive Islands），又称迪维希王国（羅馬化：Dhivehi Raajje），是一个伊斯蘭君主國，统治马尔代夫超过8个世纪（1153年—1968年），其中在1953年—1954年曾中断一次。
在1153年之前，马尔代夫是一个佛教王国，直到最后一位君主多维米国王皈依伊斯兰教，并改名为穆罕默德·阿勒阿迪勒苏丹，自此开启了苏丹统治时代。在此后的历史中，马尔代夫由六个王朝轮流统治，直到1932年苏丹制改为选举制。
从16世纪开始，苏丹国逐渐受到欧洲势力的影响，最初是被葡萄牙统治了15年。在驱逐葡萄牙人之后，马尔代夫转而成为荷兰的附属势力，最终于1796年成为英国的保护国。
1953年，马尔代夫尝试建立共和国，但未能成功，随后又经历了一个短暂的分离政权。在从英国获得独立之后，马尔代夫通过1968年的全民公投正式废除苏丹制，建立共和国。